# ニコラ・ラドソバ
ニコラ・ラドソバ（Nikola Radosová、1992年5月3日 - ）はスロバキアの女子バレーボール選手。ポジションはアウトサイドヒッター。スロバキア代表。

## 来歴
- クラブチーム

ボイニツェ出身。2008年、オーストリアのSVS Post Schwechatへ入団しバレーボール選手としてのキャリアをスタートさせる。在籍した5シーズンすべてでオーストリアリーグで優勝を果たした。2013年、ドイツのSCポツダムに移籍し2シーズンプレーした。2015/16シーズンはポーランドリーグのBKS BOSTIK Bielsko-Białaでプレーした。2016年、ルーマニアのCSMブカレストへ移籍。2017/18シーズンのルーマニアリーグ、ルーマニアカップで優勝した。2018/19シーズンからは2年間はドレスナーSCで活躍。2020年、ハンガリーのFatum Nyíregyházaに移籍し、2020/21シーズンのエクストラリーグの優勝に貢献し、自身もベストアウトサイドヒッター賞を受賞した。また、ハンガリーカップ優勝し、MVPに選ばれた。2022/23シーズンからはトルコリーグのNilüfer Belediyesporでプレーしている。
- 代表チーム

アンダーカテゴリーの代表として2009年、U-18欧州選手権で4位となり、同年7月のU-18世界選手権に出場した。2011年、U-20世界選手権では7位となった。2012年、シニアのスロバキア代表に初選出された。2016年、ヨーロッパリーグでは銀メダルを獲得した。2019年の欧州選手権ではエースとして活躍し、過去最高の12位に入った。

## 球歴
- 欧州選手権 - 2017年、2019年、2021年

## 受賞歴
- 2021年　ハンガリーカップ　MVP、ベストサーバー賞
- 2021年　2020/21ハンガリーエクストラリーグ　ベストアウトサイドヒッター賞、ベストスパイカー賞

## 所属クラブ
- SVS Post Schwechat（2008-2013年）
- SCポツダム（2013-2015年）
- BKS BOSTIK Bielsko-Biała（2015-2016年）
- CSMブカレスト（2016-2018年）
- ドレスナーSC（2018-2020年）
- Fatum Nyíregyháza（2020-2022年）
- Nilüfer Belediyespor（2022-）